# Bernice Johnson Reagon

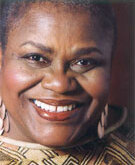
Bernice Johnson Reagon

Bernice Johnson Reagon (* 4. Oktober 1942 als Bernice Johnson in Dougherty County, USA; † 16. Juli 2024) war eine Songwriterin, Komponistin, Wissenschaftlerin und Sozialaktivistin. In den frühen 1960er Jahren war sie Gründungsmitglied der Freedom Singers des Student Nonviolent Coordinating Committee (SNCC) in der Albany-Bewegung in Georgia.

## Bedeutung
Die Albany-Singing-Bewegung wurde zu einem wichtigen Katalysator für den Wandel durch Musik in den frühen 1960er Jahren bei den Protesten der Bürgerrechtsbewegung. Reagon widmete ihr Leben der sozialen Gerechtigkeit durch Musik, Aufnahmen, Aktivismus, Singen in der Gemeinde und Lehre.
Sie promovierte an der Howard University zur Kulturhistorikerin, wobei sie sich auf die Rolle der Musik konzentrierte, und ist emeritiertes Fakultätsmitglied der Geschichtsabteilung der American University. Außerdem war sie Stipendiatin in Stanford und erhielt die Ehrendoktorwürde für Musik vom Berklee College of Music.
1973 gründete sie das rein schwarze A-cappella-Ensemble Sweet Honey in the Rock mit Sitz in Washington, D.C.
Reagon und andere Mitglieder der SNCC Freedom Singers erkannten die Kraft des „collective singing“ (kollektiven Gesangs), um die verschiedenen Gruppen zu vereinen, die bei den Freedom Summer-Protesten im Süden 1964 zusammenzuarbeiten begannen.

„‚Nach einem Lied‘, erinnert sich Reagon, ‚waren die Unterschiede zwischen uns nicht mehr so groß. Um ein Lied zu machen, musste man irgendwie das zum Ausdruck bringen, was uns allen gemeinsam war […] Diese Musik war wie ein Instrument, als ob man ein Werkzeug in der Hand hätte.‘“

## Leben
Bernice Johnson wurde als Tochter eines baptistischen Pastors geboren. 1963 heiratete sie Cordell Reagon, auch ein Mitglied der Freedom Singers. Aus dieser Verbindung gingen zwei Kinder hervor: eine Tochter (Toshi) und ein Sohn (Kwan). Toshi ist auch Singer-Songwriterin.
Reagon glaubte, dass „die Herausforderungen des Lebens dich nicht lähmen, sondern dir helfen sollen, zu entdecken, wer du bist.“ Sie glaubt, dass die Schwarzen ihre eigene Welt geschaffen haben. Die Afroamerikaner mussten alles nutzen, was ihnen zur Verfügung stand, um ein Volk zu schaffen. Und dieses Territorium war nicht das Land, sondern die Kultur. Sie sagte auch, dass so viel getan wurde, weil die schwarze Kultur das einzige war, was die Schwarzen ihr Eigen nennen konnten. Deshalb war sie der Meinung, dass die schwarze Kultur die mächtigste der Welt ist.

## Ehrungen
- Im Jahr 1991 erhielt Reagon den Candace Award der National Coalition of 100 Black Women.[17]
- Im Jahr 1995 erhielt sie den Charles-Frankel-Preis für ihre Beiträge zum öffentlichen Verständnis der Geisteswissenschaften. Der Preis wurde von Präsident Bill Clinton im Weißen Haus überreicht.
- Im Jahr 1996 wurde Reagon mit dem Isadora Duncan Award ausgezeichnet.[18]
- Im Jahr 2000 gewann sie den First National Leeway Laurel Award der Leeway Foundation in Philadelphia.
- Zu den weiteren bemerkenswerten Auszeichnungen gehört der 2003 verliehene 9th Annual Heinz Award in the Arts and Humanities.[19]
- Im April 2009 erhielt Reagon die Ehrendoktorwürde des Berklee College of Music.

## Veröffentlichungen
- Bernice Johnson Reagon, Coalition Poitics (englisch) in Home Girls – A black feminist Anthology, Rutgers University Press, New Brimsweocl. New Jersey, London, 1983, ISBN 0-913175-02-1